# David McDowell Brown
David McDowell Brown (16 d'abril de 1956 - 1 de febrer de 2003) va ser capità de l'armada dels Estats Units i astronauta de la NASA. Nascut a Arlington, Virgínia, David Brown era solter i abans de la seva posició com a astronauta es va exercir com acròbata per a la universitat en Circus Kingdom. Brown va morir en la tragèdia del transbordador espacial Columbia l'1 de febrer de 2003 (STS-107) sobre el sud dels Estats Units 16 minuts abans de l'hora prevista per a l'aterratge. Fou President de l'Associació Internacional Militar de Pilots Metges, Associat de l'Associació Mèdica Aeroespacial i membre de la Societat de Metges de la Marina dels Estats Units.

## Educació
Graduat de la Preparatòria Yorktown a Arlington, Virginia el 1974; va rebre una llicenciatura en biologia de la universitat de William and Mary el 1978 i un doctorat en medicina de l'Escola de Medicina de Virgínia de l'Est el 1982.

## Experiència

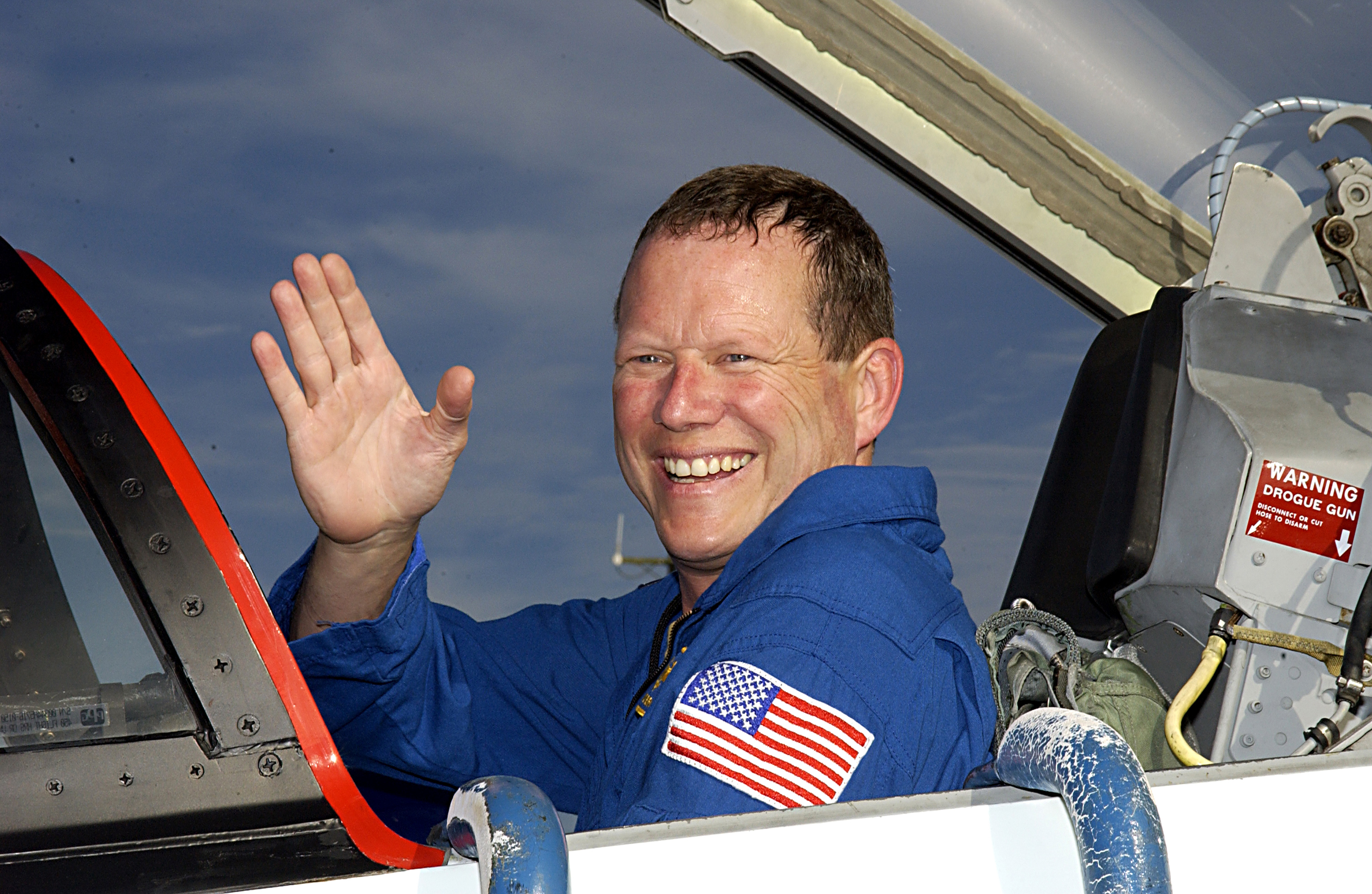
Brown entrenant per a la NASA

Brown es va allistar a la Marina després de la seva passantia a la Universitat Mèdica de la Universitat del Sud de Califòrnia. Després d'acabar el seu entrenament de cirurgià de vol el 1984, es va anotar a l'Hospital de la Marina a Adak, Alaska com a director de serveis mèdics. El 1988, era l'únic cirurgià de vol en un període de 10 anys a ser triat per a l'entrenament de pilot. Va ser finalment designat com a aviador naval el 1990 a Beeville, Texas, aconseguint ser el número u de la seva classe. Brown va ser llavors enviat a l'entrenament en A-6E Intruder. El 1991, es va presentar al Centre de Guerra Naval a Fallon, Nevada, on va servir com a instructor Líder d'Entrenament d'Atac i com a Oficial de Planejament per contingències.
Brown a més va qualificar al McDonnell Douglas F/A-18 Hornet i es va exercir en Japó a bord del USS Independence volant el A-6E amb VA-115. El 1995, es va presentar a l'Escola de Pilots de Prova Naval com el seu cirurgià de vol on també va volar el Northrop T-38 Talon. 
 Brown ha registrat més de 2.700 hores de vol amb 1.700 a vols militars d'alt acompliment. També obtenir les requisits de primer pilot de T-38 per a la NASA.

## Experiència en la NASA
Brown va ser seleccionat per la NASA en abril de 1996, Brown es va unir al Centre Espacial Johnson a l'agost de 1996. en haver completat dos anys d'entrenament i avaluació, ja estava qualificat per a l'assignació de vol com a especialista de missió. Inicialment va ser assignat per col·laborar en el desenvolupament de l'Estació Espacial Internacional, seguit per l'equip de suport d'astronautes responsables de la preparació de la cabina de l'orbitador, posicionament de la tripulació, i recuperació d'aterratge.
El seu primer i únic viatge a l'espai va ser en la missió STS-107 Columbia (16 de gener - 1 de febrer de 2003). Aquesta missió de 16 dies de durada va estar dedicada a la investigació científica a la qual se li va destinar les 24 hores del dies en dos torns alternants. La tripulació heu fet amb èxit prop de 80 experiments. La missió va acabar en tragèdia quan el transbordador espacial Columbia es va desintegrar durant la reentrada sobre el cel del sud-oest dels Estats Units quan només faltaven 16 minuts per a l'aterratge. La causa d'aquesta tragèdia va tenir origen el dia del llançament quan un tros d'escuma aïllant del Tanc Extern es va desprendre i va danyar la part inferior de l'ala esquerra de l'orbitador arrencant algunes llosetes de protecció tèrmica. En el dia de la reentrada l'absència d'aquestes llosetes van ocasionar el reescalfament de l'estructura interna provocant la desestabilització i conseqüentment desintegració de la nau matant als seus 7 tripulants. Brown va registrar uns 15 dies, 22 hores i 20 minuts en l'espai.